# Ranunculus lutchuensis
Ranunculus lutchuensis är en ranunkelväxtart som beskrevs av Takenoshin Nakai. Ranunculus lutchuensis ingår i släktet ranunkler, och familjen ranunkelväxter. Inga underarter finns listade i Catalogue of Life.